# 結果到頭來
《結果到頭來》(英語：In the End)是美國搖滾樂團聯合公園的的一首歌曲，收錄於他們的首張專輯《混合理論》，並作為專輯的第四支單曲於2001年10月9日發行。《In the End》因其標誌性的鋼琴旋律、麥克·篠田的說唱段落，以及查斯特·班寧頓的情感演繹而廣受評論界與聽眾好評。該曲一經推出便大受歡迎，成為聯合公園的經典代表作之一。
〈In the End〉 獲得了音樂評論界的廣泛好評，多數評論家讚賞了歌曲標誌性的鋼琴旋律，同時也特別提到饒舌手麥克·篠田在歌曲中突出的聲音表現。此曲在主流市場上也取得了巨大的成功，商業表現亮眼。〈In the End〉在全球多個音樂排行榜中進入前十名，在美國《告示牌百大單曲榜》上更是達到了第2名的佳績，成為樂團在該榜單的最高排名，同時也是聯合公園首支進入榜單前40名的單曲，這一突破發生於2002年初，使其成為一首「後起之秀」的熱門歌曲。此外，這首歌還在2002年WHTZ年度百大歌曲榜單中名列榜首，並在《Blender》雜誌的「自你出生以來最偉大的500首歌曲」榜單中排名第121位。
2021年6月，〈In the End〉成為首支在 Spotify 上串流播放超過10億次的新金屬歌曲。截至2024年6月，該曲的串流播放次數已超過20億，名列Spotify串流成就排行榜中百大歌曲之一。此外，它還獲得了美國唱片業協會的鑽石等級認證（10×白金），進一步鞏固了其經典地位。
〈In the End〉 已成為聯合公園最具代表性的歌曲之一，並被廣泛認為是他們的標誌性作品。然而，樂隊主唱查斯特·班寧頓起初並不喜歡這首歌，甚至不希望它被收錄於專輯《混合理論》中。這首歌後來在混音專輯《顛覆混合理論》中被重新編曲為〈Enth E ND〉。
在為紀念《混合理論》專輯發行20週年而進行的重新發行計劃中，聯合公園於2020年10月1日推出了〈In the End〉的試聽版，作為重新發行版本的第二支單曲。這一版本讓粉絲得以一窺這首經典歌曲在創作過程中的原始樣貌，同時也為20週年的紀念活動增添了特別意義。

## 發行
《In the End》於2001年9月11日寄送至各大廣播電台，並於10月9日以單曲形式正式發行。此單曲以「第1部分」與「第2部分」兩種版本推出，兩者在曲目和封面顏色上有所不同：「第1部分」的封面為黃色，而「第2部分」則是紅色。此外，該單曲亦推出了DVD版本，其中包含《In the End》的音軌、《伺機而動》的音樂錄影帶，以及四段30秒的採訪影片。
2002年3月27日，日本推出了名為《In the End: Live & Rare》的7首歌曲特別版CD。此版本包含了《Papercut》、《Points of Authority》、《A Place for My Head》的現場錄音版本、《Step Up》（改編自聯合公園早期以「《混合理論》」為名時發行的EP）、以及《My December》和《High Voltage》等曲目。

## 音樂錄影帶
《In the End》的音樂錄影帶於2001年 Ozzfest 巡演期間的多個站點（6月至8月）拍攝，由 Nathan Cox 和樂團的DJ喬瑟夫·韓共同執導。雖然錄影帶的背景是在加利福尼亚州的沙漠拍攝，但樂團的表演部分實際上是在洛杉矶的棚內完成，並大量使用了電腦合成影像，最終呈現出影片的奇幻風格。為了達成特效需求，影片中的最後部分還在棚內模擬下雨場景，讓樂團成員淋在水中表演。
整部音樂錄影帶採用奇幻風格的場景設計，樂團站在一座巨大的雕像上演奏。該雕像具有埃及風格，頂部雕刻了一個與 《混合理論》 專輯封面類似的「帶翅士兵」。在麥克·篠田的饒舌段落中，他的場景最初位於一片荒蕪的土地上，周圍布滿荊棘藤蔓，這些藤蔓逐漸化為灰燼（第一段歌詞），而後草木開始生長，周遭變得生機盎然（第二段歌詞）。同時，查斯特·班寧頓則站在一個有石像護衛的高台上，台後是一道梯形的巨型大門。
隨著歌曲進入尾聲，天空變得陰暗，開始下起大雨，樂團持續在雨中演出，直到歌曲結束。此時，攝影機逐漸拉遠，畫面展示出 Mike 曾表演的荒地已經轉變為一片綠地，而塔上的雕像似乎開始移動。據麥克·篠田表示，這部影片的靈感來源於日本動畫電影 《魔法公主》。
影片由 Nathan "Karma" Cox 和聯合公園的DJ喬瑟夫·韓共同執導。兩人此前也曾合作執導過樂團的其他音樂錄影帶，包括《Pts.OF.Athrty》、《Papercut》、《過去的我》、《Bleed It Out》、《Shadow of the Day》和《其餘不重要》。非CGI部分的場景設計由 Patrick Tatopoulos 擔任，他負責設計並監督這些實體場景的製作。該影片在 2002年MTV音樂錄影帶大獎 中榮獲「最佳搖滾音樂錄影帶」獎，並入圍「年度音樂錄影帶」的提名。
影片於2001年10月6日當週首播於 MTV 和 MuchMusic USA。
2020年7月，這首歌成為聯合公園第二支在 YouTube 上觀看次數突破 10 億次的音樂錄影帶（第一支為《渾然不覺》）。截至2024年7月，《In the End》的音樂錄影帶在該平台上的觀看次數已超過 18 億次。
這支音樂錄影帶在聯合公園的 YouTube 頻道上被上傳了兩次。首次上傳於2007年3月4日，當時畫質為 240p。之後，影片於2009年10月26日重新上傳，畫質提升至 360p。同一天，影片也由華納兄弟唱片的 YouTube 頻道上傳，畫質為 480p。
影片最初是以 16:9 畫面比例拍攝，但聯合公園 YouTube 頻道的首次上傳版本以及華納兄弟唱片頻道的版本皆為 4:3 的黑邊。而聯合公園 YouTube 頻道的第二次重新上傳版本則為原生的 16:9 畫面比例。隨著 《混合理論》20週年紀念版 的發行，這支影片也被升級為高清畫質。

## 評價
《In the End》獲得當代搖滾音樂評論家的正面評價。《VH1》將這首歌列為「2000年代百大歌曲」中的第84名。Loudwire 在其「21世紀硬式搖滾最佳歌曲」榜單中，將此曲評為第二名。Stylus Magazine 稱這首歌為「新金屬經典」。而在 Kerrang! 的評價中，《In the End》被收錄於「終極新金屬混音帶」之中。然而，新音乐快递對這首歌的評價較為苛刻，形容其為「又一首毫無靈魂的MTV饒舌搖滾，來自音樂食物鏈的底層」。

### 榮譽
2015年，《In the End》在 Kerrang! 的「Rock 100」排行榜中被評為最佳搖滾歌曲，緊隨其後的是樂團的2014年單曲《Final Masquerade》。在主唱查斯特·班寧頓於2017年去世後，Billboard 將這首歌評為聯合公園最傑出的歌曲，並稱其為21世紀最佳流行歌曲之一。同年，《后果》將此曲列為史上最佳另類搖滾歌曲第133名。

## 排行榜表現
《In the End》是聯合公園在美國排行榜上成績最好的單曲。該曲於2002年3月在告示牌百大單曲榜首次登榜，名列第78名，並最終達到第2名。這首歌在榜單上共停留了38週。此外，它於2001年12月首次登上 Modern Rock Tracks 榜冠軍，並蟬聯五週，成為樂團在該榜的第一支冠軍單曲，且共停留了44週，是樂團在該榜上停留時間最長的歌曲。同時，該曲在 Mainstream Rock Tracks 榜上達到第3名，停留了40週，僅次於《One Step Closer》的42週。此外，《In the End》也在 Pop Songs 榜單上蟬聯五週冠軍，並共停留27週。
在2002年，《In the End》被評為告示牌百大單曲榜年度表現第七佳的單曲，並且在 Alternative Songs 和 Rock Songs 榜單上成為2000年代表現第二佳的搖滾歌曲和另類歌曲，僅次於 Trapt 的《Headstrong》和 Nickelback 的《How You Remind Me》。截至2014年6月，該曲在美國已售出2,555,000張。2024年2月27日，該曲獲得美國唱片業協會（RIAA）的鑽石認證，銷量超過1,000萬張。
在加拿大，《In the End》在 BDS Airplay 榜上進入前五名，並停留了一個月。該曲在 加拿大Hot 100 榜上的首周排名高於美國，並於三週後登頂，蟬聯冠軍兩週，其成績也優於樂團的另一首單曲《Papercut》。
《In the End》於2001年12月22日在 澳洲、歐洲 和 紐西蘭 發行。在英國，該曲延續了樂團單曲排名逐步提升的趨勢，最高達到 單曲排行榜 的第8名，並在榜單上非連續停留20週。同時，其他單曲如《One Step Closer》、《Papercut》和《伺機而動》也進入了英國排行榜前20名。
在澳洲，該曲於2001年12月2日首次登上 ARIA榜，排名第44名，並於2002年2月10日攀升至第4名。這首歌成為樂團在澳洲第二成功的單曲，與《One Step Closer》並列，僅次於《New Divide》。2017年7月30日，隨著主唱查斯特·班寧頓的逝世，《In the End》重新進入榜單，排名第10，距其上次進入前50名已超過15年。
在其他國際市場，《In the End》也取得了顯著的成績：在 瑞士 進入前30名，在 荷蘭、愛爾蘭、德國、比利時 和 紐西蘭 進入前20名。此外，這是樂團首支進入 法國 排行榜的單曲，最高排名第40名，並在榜單上停留了17週。2017年7月，隨著查斯特·班寧頓的離世，該曲重新進入法國排行榜，名列第23名。同樣，它也於2017年7月30日再次進入英國排行榜，達到第14名。

## 混音版本
《In the End》曾與嘻哈歌手杰斯的《Izzo (H.O.V.A.)》混音，收錄於雙方的合作專輯《衝擊理論》中。這個版本使用了 The Jackson 5 的《I Want You Back》的節奏樣本，並保留了其原始速度。
此外，這首歌也曾在聯合公園的混音專輯《顛覆混合理論》中重新混音，改名為《Enth E ND》。該版本由嘻哈藝人 Motion Man 和 KutMasta Kurt 參與，並與原曲不同，包含了修改過的歌詞。《Enth E ND》作為宣傳單曲與《FRGT/10》一同推出。
《In the End》的混音版本音樂錄影帶由 Jason Goldwatch 執導。影片以黑白畫面開場，一雙耳機被拿起，隨後切換至多個影像，包括麥克·篠田坐在車內的畫面、一個閃爍的「LP」字樣，以及一台電視畫面。KutMasta Kurt 在影片中出現打碟，Motion Man 則在車內演唱。影片隨後切換至彩色畫面，再次回到黑白畫面。影片結尾以多個快速閃爍的畫面交替顯示。
此外，孟菲斯饒舌團體 Three Six Mafia 曾在他們2001年的歌曲《Smoke Dat Weed》中採樣了《In the End》，該曲亦收錄於 Juicy J 的2002年專輯《Chronicles of the Juice Man》中。
2017年，製作人 Markus Schulz 在明日世界電子音樂節上首次公開了一個《In the End》的電子音樂混音版本，作為向查斯特·班寧頓致敬的作品。

## 曲目
| Part 1 | Part 1                                                 | Part 1 |
| 曲序   | 曲目                                                   | 时长   |
| ------ | ------------------------------------------------------ | ------ |
| 1.     | In the End                                             | 3:38   |
| 2.     | In the End（Live BBC Radio One）                       | 3:28   |
| 3.     | Points of Authority（Live at Docklands Arena, London） | 3:31   |
| 4.     | In the End（Video）                                    | 3:36   |

| Part 2 | Part 2                                                 | Part 2                                  | Part 2 |
| 曲序   | 曲目                                                   | 词曲                                    | 时长   |
| ------ | ------------------------------------------------------ | --------------------------------------- | ------ |
| 1.     | In the End                                             |                                         | 3:38   |
| 2.     | A Place for My Head（Live at Docklands Arena, London） | Linkin Park Mark Wakefield Dave Farrell | 3:12   |
| 3.     | Step Up                                                | Mike Shinoda Joe Hahn Brad Delson       | 3:54   |

| DVD  | DVD                     | DVD  |
| 曲序 | 曲目                    | 时长 |
| ---- | ----------------------- | ---- |
| 1.   | In the End（Audio）     | 3:37 |
| 2.   | Crawling（Music Video） | 3:38 |
| 3.   | 4 X 30 Seconds          | 2:14 |

| In the End: Live & Rare | In the End: Live & Rare                                | In the End: Live & Rare       | In the End: Live & Rare |
| 曲序                    | 曲目                                                   | 词曲                          | 时长                    |
| ----------------------- | ------------------------------------------------------ | ----------------------------- | ----------------------- |
| 1.                      | In the End（Album Version）                            |                               | 3:36                    |
| 2.                      | Papercut（Live at Docklands Arena, London）            |                               | 3:11                    |
| 3.                      | Points of Authority（Live at Docklands Arena, London） |                               | 3:26                    |
| 4.                      | A Place for My Head（Live at Docklands Arena, London） | Linkin Park Wakefield Farrell | 3:10                    |
| 5.                      | Step Up                                                | Shinoda Hahn Delson           | 3:55                    |
| 6.                      | My December                                            | Shinoda                       | 4:21                    |
| 7.                      | High Voltage                                           |                               | 3:45                    |

## 人員名單

### 聯合公園成員
- 查斯特·班寧頓 – 主唱
- 麥克·篠田 – 饒舌、主唱、鋼琴
- 布莱德·达尔森 – 吉他、貝斯
- 喬瑟夫·韓 – 打碟機、取樣、音效操作
- 羅伯·巴登 – 鼓

### 製作人員
- 製作人：Don Gilmore
- 執行製作人：Jeff Blue
- 混音地點：紐約市 Soundtrack 錄音室

## 榜单
| 榜单（2001年-2002年）                 | 最高 排位 |
| ------------------------------------- | --------- |
| 澳大利亚（澳大利亚唱片业协会單曲榜）  | 4         |
| 奥地利（Ö3四十强单曲榜）              | 6         |
| 比利时佛兰德（Ultratop五十强单曲榜）  | 12        |
| 比利时瓦隆（Ultratop五十强单曲榜）    | 26        |
| Canada CHR (Nielsen BDS)              | 4         |
| 克罗地亚（克罗地亚广播电视台）        | 8         |
| 丹麥（Hitlisten单曲榜）               | 3         |
| Europe (Eurochart Hot 100)            | 14        |
| 法国（法國唱片出版業公會單曲榜）      | 40        |
| 德国（德國官方單曲榜）                | 4         |
| 愛爾蘭（愛爾蘭唱片音樂協會单曲榜）    | 16        |
| 意大利（意大利音乐产业联盟单曲榜）    | 5         |
| 荷兰（荷蘭四十強單曲榜）              | 5         |
| 荷兰（百强单曲榜）                    | 11        |
| 新西兰（新西兰唱片音乐协会单曲榜）    | 10        |
| 罗马尼亚（罗马尼亚百大单曲榜）        | 99        |
| 蘇格蘭（官方榜单公司單曲榜）          | 7         |
| 瑞典（瑞典最熱榜）                    | 3         |
| 瑞士（瑞士热门音乐榜）                | 4         |
| 英國（官方榜单公司單曲榜）            | 8         |
| 英國（官方榜单公司搖滾榜）            | 1         |
| 美国（《告示牌》百大單曲榜）          | 2         |
| 美國（《告示牌》Adult Pop Airplay）   | 15        |
| 美國（《告示牌》Alternative Airplay） | 1         |
| 美國（《告示牌》主流搖滾歌曲榜）      | 3         |
| 美國（《告示牌》Pop Airplay）         | 1         |

| 榜单（2017年）                       | 最高 排位 |
| ------------------------------------ | --------- |
| Australia Digital Singles (ARIA)     | 8         |
| 奥地利（Ö3四十强单曲榜）             | 4         |
| 加拿大（Canadian Hot 100）           | 30        |
| Canada Digital Songs (Billboard)     | 10        |
| 捷克（百強數位單曲榜）               | 8         |
| 芬兰（芬蘭官方單曲榜）               | 19        |
| 法国（法国唱片出版业公会单曲榜）     | 23        |
| 德国（德國官方單曲榜）               | 4         |
| 匈牙利（四十強單曲榜）               | 5         |
| 匈牙利（四十強串流榜）               | 5         |
| 马来西亚（馬來西亞唱片業協會单曲榜） | 11        |
| 葡萄牙（葡萄牙唱片業協會单曲榜）     | 21        |
| 西班牙（西班牙音樂製作協會）         | 33        |
| 瑞士（瑞士热门音乐榜）               | 4         |
| UK Singles (OCC)                     | 14        |
| 美国（《告示牌》百大單曲榜）         | 37        |
| 美國（《告示牌》Hot Rock Songs）     | 3         |

| 榜单（2020年-2024年）                | 最高 排位 |
| ------------------------------------ | --------- |
| 捷克（百強數位單曲榜）               | 25        |
| 全球（Billboard Global 200）         | 45        |
| 希腊（国际唱片业协会希腊分会国际榜） | 66        |

| 榜单（2024年）                             | Position |
| ------------------------------------------ | -------- |
| Czech Republic (Singles Digitál – Top 100) | 38       |

| 榜单（2001年）             | Position |
| -------------------------- | -------- |
| 德国（德国官方榜单）       | 94       |
| 瑞典（瑞典最热榜）         | 30       |
| 英国（官方榜单公司单曲榜） | 131      |

| 榜单（2002年）                       | Position |
| ------------------------------------ | -------- |
| 澳大利亚（澳大利亚唱片业协会单曲榜） | 46       |
| 比利时（Ultratop佛兰德五十强单曲榜） | 83       |
| 巴西（克勞利廣播分析）               | 4        |
| Canada Radio (Billboard)             | 12       |
| Europe (Eurochart Hot 100 Singles)   | 89       |
| 意大利（意大利音乐产业联盟单曲榜）   | 31       |
| 荷兰（荷兰四十强音乐榜）             | 50       |
| 荷兰（荷兰百强单曲榜）               | 27       |
| 美国（Billboard Hot 100）            | 7        |
| US Mainstream Rock (Billboard)       | 8        |
| US Modern Rock Tracks (Billboard)    | 2        |

| 榜单（2017年）                              | Position |
| ------------------------------------------- | -------- |
| US Hot Rock & Alternative Songs (Billboard) | 31       |

| 榜单（2021年）                   | Position |
| -------------------------------- | -------- |
| 葡萄牙（葡萄牙唱片业协会单曲榜） | 186      |

| 榜单（2000年-2009年）            | 最高 排位 |
| -------------------------------- | --------- |
| US Rock Songs (Billboard)        | 2         |
| US Alternative Songs (Billboard) | 2         |
| US Pop Songs (Billboard)         | 36        |
| 美国（《告示牌》Radio Songs）    | 65        |

## 認證
| 地區                                                                       | 认证    | 认证单位/销量 |
| -------------------------------------------------------------------------- | ------- | ------------- |
| 澳大利亚（澳大利亚唱片业协会）                                             | 金      | 35,000^       |
| 丹麦（國際唱片業協會丹麥分會）                                             | 2× 白金 | 180,000‡      |
| 意大利（意大利音乐产业联盟）                                               | 4× 白金 | 400,000‡      |
| 新西兰（新西兰唱片音乐协会）                                               | 金      | 5,000*        |
| 葡萄牙（葡萄牙唱片業協會）                                                 | 6× 白金 | 60,000‡       |
| 西班牙（西班牙音樂製作協會）                                               | 2× 白金 | 120,000‡      |
| 瑞典（瑞典唱片業協會）                                                     | 金      | 15,000^       |
| 瑞士（國際唱片業協會瑞士分会）                                             | 金      | 20,000^       |
| 英国（英国唱片业协会）                                                     | 3× 白金 | 2,300,000     |
| 美国（美國唱片業協會）                                                     | 钻石    | 10,000,000‡   |
| Streaming                                                                  |         |               |
| 丹麦（國際唱片業協會丹麥分會）                                             | 金      | 900,000†      |
| *僅含認證的實際銷量 ^僅含認證的出貨量 ‡僅含認證的+實際銷量 †僅含認證的銷量 |         |               |

## 發性歷史
| 地區 | 日期          | 格式                                           | Ref.    |
| ---- | ------------- | ---------------------------------------------- | ------- |
| 美國 | 2001年9月11日 | Rock radio active rock radio alternative radio | [ 107 ] |
| 英國 | 2001年10月9日 | CD DVD                                         | [ 108 ] |